# Arenero (plaza)

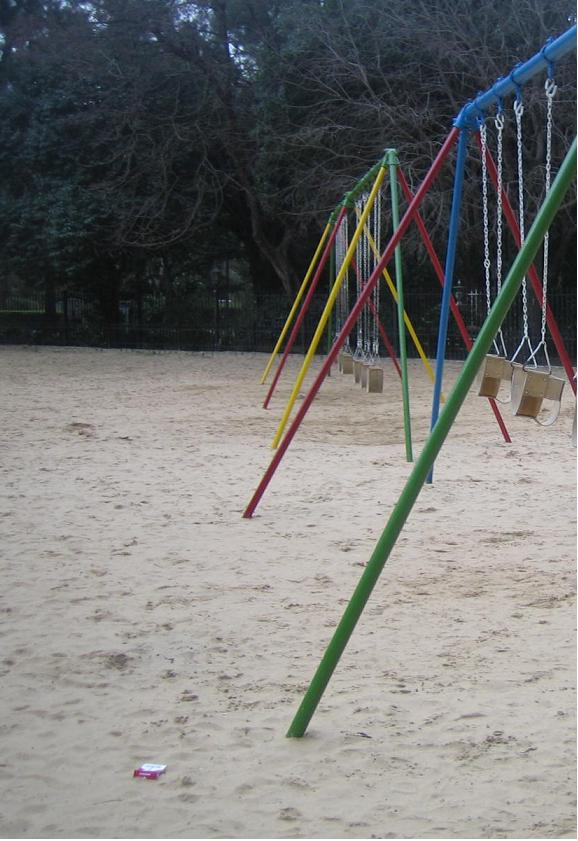
Arenero de plaza ubicado en el barrio Palermo, en la Ciudad de Buenos Aires, Argentina.

Un arenero es un espacio de juego con arena, ubicado dentro de plazas y parques, en algunos países también frecuentemente encontrado delante de casas particulares o bloques de pisos.
El área ocupada por un arenero dentro de una plaza o parque puede tener diversos tamaños y formas.
Existen areneros cerrados y abiertos.

## Función
Un arenero tiene como principal función el brindar un espacio a los niños pequeños para jugar protegidos de perros y de los juegos de niños más grandes (para por ejemplo no recibir pelotazos y empujones, etc.).
Existe en algunos casos areneros cerrados con puertas por medida higiénica pensada para proteger la arena del acceso de animales (mayormente perros y gatos), evitando así que los mismos realicen defecaciones sobre la arena.

### Arena
La arena tiene como principal función el amortiguar los golpes de los niños al caer al suelo, a la par de dar a los niños un elemento con el que poder jugar.

## Ubicación de los areneros
Los areneros se encuentran en plazas y parques, pero existen distintas connotaciones dependiendo del continente, sobre todo para el caso de las plazas. Aunque no es tan frecuente, los areneros a veces se ubican en las escuelas, junto al respectivo patio de recreos o en una zona separada.

### Tipos de plazas
En Europa y en América el concepto de plaza es muy distinto, por lo general en Europa se conoce a las plazas como espacios abiertos donde puede no estar dedicado al esparcimiento de niños, sino que puede ser una zona común abierta entre varios edificios o una acera o vereda ancha. Las plazas en América tienen como connotación frecuente, espacios verdes con areneros para los niños, y/o con zonas con juegos infantiles.

### Tipos de parque
En el caso de los parques, la connotación tanto para Europa como en América son similares, siendo espacios verdes de menor o mayor tamaño dependiendo del caso.

## Infraestructura
Los areneros suelen tener variados juegos para los niños como columpios o hamacas, subibajas, toboganes, etc, aunque también estos juegos pueden ubicarse en zonas parquisadas o verdes, dejando entonces al arenero para el uso exclusivo de los más pequeños.